# Izoterma lokalna
Izoterma lokalna to izoterma adsorpcji dla określonego typu miejsc adsorpcyjnych, np. dla jednorodnego płata miejsc charakteryzowanych tą samą energią adsorpcji. Pojęcie to stosuje się przy opisie adsorpcji na powierzchniach heterogenicznych (energetycznie niejednorodnych).
Najczęściej stosowane izotermy lokalne to izoterma Langmuira (adsorpcja bez oddziaływań bocznych adsorbat-adsorbat) oraz izoterma Fowlera-Guggenheima (adsorpcja z oddziaływaniami niespecyficznymi adsorbat-adsorbat) lub izotermy uwzględniające oddziaływania specyficzne (np. izoterma Kisielewa). Często wykorzystuje się też odpowiednie izotermy uwzględniające tworzenie wielu warstw adsorbatu, np. izotermę BET.
Z reguły milcząco zakłada się, że adsorpcja jest adsorpcją zlokalizowaną. W przypadku gdy energia ruchu termicznego (na płaszczyźnie = kT) cząsteczek jest duża w porównaniu do bariery potencjału pomiędzy miejscami adsorpcyjnymi i cząsteczki nie są zlokalizowane wówczas należy wykorzystywać izotermy lokalne opisujące adsorpcję mobilną lub częściowo mobilna, np. izotermy Volmera czy Hilla-deBoera.
Zob. adsorpcja, izoterma globalna, ogólne całkowe równanie 
adsorpcji